# Covão do Lobo
Covão do Lobo est une ancienne paroisse civile portugaise (en portugais : freguesia) de la municipalité de Vagos dans le district d'Aveiro.
La loi no 11-A/2013 du 28 janvier 2013, portant réorganisation administrative du territoire des freguesias, fusionne Covão do Lobo avec la paroisse voisine de Fonte de Angeão pour former l’União das freguesias de Fonte de Angeão e Covão do Lobo (dont le siège est à Fonte de Angeão).